# Anna Iakimova
 (mars 2024).
La mise en forme du texte ne suit pas les recommandations de Wikipédia : il faut le « wikifier ».
Les points d'amélioration suivants sont les cas les plus fréquents. Le détail des points à revoir est peut-être précisé sur la page de discussion.
- Les titres sont pré-formatés par le logiciel. Ils ne sont ni en capitales, ni en gras.
- Le texte ne doit pas être écrit en capitales (les noms de famille non plus), ni en gras, ni en italique, ni en « petit »…
- Le gras n'est utilisé que pour surligner le titre de l'article dans l'introduction, une seule fois.
- L'italique est rarement utilisé : mots en langue étrangère, titres d'œuvres, noms de bateaux, etc.
- Les citations ne sont pas en italique mais en corps de texte normal. Elles sont entourées par des guillemets français : « et ».
- Les listes à puces sont à éviter, des paragraphes rédigés étant largement préférés. Les tableaux sont à réserver à la présentation de données structurées (résultats, etc.).
- Les appels de note de bas de page (petits chiffres en exposant, introduits par l'outil «  Source ») sont à placer entre la fin de phrase et le point final[comme ça].
- Les liens internes (vers d'autres articles de Wikipédia) sont à choisir avec parcimonie. Créez des liens vers des articles approfondissant le sujet. Les termes génériques sans rapport avec le sujet sont à éviter, ainsi que les répétitions de liens vers un même terme.
- Les liens externes sont à placer uniquement dans une section « Liens externes », à la fin de l'article. Ces liens sont à choisir avec parcimonie suivant les règles définies. Si un lien sert de source à l'article, son insertion dans le texte est à faire par les notes de bas de page.
- La présentation des références doit suivre les conventions bibliographiques. Il est recommandé d'utiliser les modèles {{Ouvrage}}, {{Chapitre}}, {{Article}}, {{Lien web}} et/ou {{Bibliographie}}. Le mode d'édition visuel peut mettre en forme automatiquement les références.
- Insérer une infobox (cadre d'informations à droite) n'est pas obligatoire pour parachever la mise en page.

Pour une aide détaillée, merci de consulter Aide:Wikification.
Si vous pensez que ces points ont été résolus, vous pouvez retirer ce bandeau et améliorer la mise en forme d'un autre article.
Anna Vassilievna Iakimova (en russe : Анна Василиевна Якимова), née le 24 juin 1856 (12 juin dans le calendrier julien) et morte le 12 juin 1942, est une révolutionnaire russe, l'une des responsables de l'Assassinat d'Alexandre II de Russie, ainsi qu'une prisonnière politique une grande partie de sa vie.

## Biographie

### Jeunesse
Anna Iakimova naît dans le village de Toumioumouchastcha, situé dans l'oblast de Viatka, elle est la fille du prêtre du village. Elle fait ses études à l'école diocésaine de Viatka jusqu'à l'âge de 16 ans, suit ensuite une formation d'institutrice et, en 1873, occupe un poste d'institutrice de village. Comme des dizaines d'autres personnes de son âge, elle est prise dans le mouvement du « retour au peuple » et commence à diffuser de la propagande parmi les paysans. Arrêtée le 12 mai 1875, elle est accusée au procès des 193, mais est acquittée. Après sa libération, en janvier 1878, elle rejoint Terre et Liberté. Lors de sa scission, elle rejoint Narodnaïa Volia et est cooptée au comité exécutif du parti.  

### Terrorisme
Au printemps 1880, Iakimova est envoyée à Odessa, où elle et Grigori Isaïev sont chargés de construire une bombe, destinée à exploser dans un tunnel sous la rue Italyanska, sur la route que le tsar est censé emprunter lors de son voyage depuis la gare d'Odessa jusqu'au quai où est amarré son bateau à vapeur. Ce plan est annulé lorsqu'Isaïev se brûle accidentellement trois doigts. Iakimova nettoie et panse la blessure, l'emmène à l'hôpital et reste avec lui pendant l'opération pour l'empêcher de divulguer des informations confidentielles sous anesthésie. 
En février 1881, Narodnaïa Volia utilise le même plan pour tenter d'assassiner Alexandre II à Saint-Pétersbourg. Iakimova et Iouri Bogdanovitch, utilisant de faux passeports qui les identifient comme un couple marié nommé Kobozev, louent un magasin au 56, Malaya Sadovaya, affirmant qu'ils veulent gérer un commerce de vente de fromage, tandis qu'une équipe dirigée par Andreï Jéliabov creuse un tunnel sous la rue qui doit être empruntée par le Tsar. Les « Kobozev » éveillent les soupçons car ils sont bien éduqués et semblent très peu connaître le domaine du fromage. Ils reçoivent la visite de la police, qui ne réussit pas à repérer le tunnel. Ce plan est abandonné lorsque le tsar prend un chemin différent et est tué par une équipe de lanceurs de bombes dirigée par Sofia Perovskaïa.

### Prison et exil
Après l'assassinat, Yakimova déménage à Kiev, et y est arrêtée en avril 1881. Accusée au procès du 20, elle est condamnée à mort, mais après des appels à la clémence, notamment de Victor Hugo, sa peine est commuée en réclusion à perpétuité. Alors qu'elle est en cellule d'isolement dans la forteresse Pierre et Paul, les autorités apprennent qu'elle est enceinte, probablement d'Isaev. Elle est transférée dans un bâtiment séparé, ses rations sont augmentées et elle est autorisée à coudre des vêtements pour bébés, mais n'a pas accès aux livres. Son fils nait en prison et elle doit le surveiller en permanence pour s'assurer qu'il ne soit pas mangé par les rats.
En 1883, Yakimova est transférée à Kara, en Sibérie, mais, en chemin, contracte le typhus et n'y arrive qu'en mai 1885. Son enfant est également constamment malade et, étant incapable de s'occuper correctement de lui, elle le fait adopter par une famille envoyée en Sibérie en exil administratif. Elle est détenue dans la prison pour femmes de Kara de mai 1885 à septembre 1890, et d'Oust-Kara de 1890 à 1892. Elle est libérée en septembre 1892 et est autorisée à s'installer à Kara, où elle épouse un camarade exilé, MADikovsky, dont elle a une fille, Elizabeth, qui meurt en bas âge, et un fils, Andrei, devenu scientifique. Elle et son mari déménagent à Tchita en 1899 pour travailler à la construction du chemin de fer Trans-Baïkal. 
En décembre 1904, Yakimova retourne illégalement à Saint-Pétersbourg pour rejoindre le Parti socialiste révolutionnaire, à temps pour prendre part à la révolution de 1905. Mais elle est trahie par l'espion de la police Yevno Azef et arrêtée dans une gare en août 1905, puis renvoyée à Chita, où elle passe huit mois en prison. Après sa libération, elle vit à Chita pendant dix ans

### Après la révolution
Après la révolution bolchevique de 1917, Yakimova s'installe à Moscou où elle travaille dans divers syndicats et coopératives d'État. Elle écrit beaucoup, fonde et est membre émérite de la Société des Anciens Prisonniers Politiques. 

### Mort
Après l'invasion allemande, en 1941, elle est évacuée vers Novossibirsk, où elle meurt. Yakimova fut enterrée au cimetière Zayeltsovskoye. 